# Libera nos a malo (singolo)
Libera nos a malo è un brano musicale scritto e cantato da Luciano Ligabue, pubblicato come primo singolo estratto dall'album Lambrusco coltelli rose & pop corn del 1991.

## Il testo
È una provocazione alla morale della Chiesa Cattolica del tempo che, secondo il cantautore, mortificava l'amore carnale. Il titolo è una citazione dal Padre Nostro latino, che, se per la Chiesa è una richiesta di redenzione dai peccati, allora dovrebbe comprenderli tutti, compreso quello dell'amore carnale. In conseguenza Ligabue non trova un motivo razionale per cui l'amore carnale debba essere ritenuto così peccaminoso.
(Luciano Ligabue, dal testo)
Questo punto di vista ribalta il senso della preghiera e il brano musicale diventa una richiesta di liberazione dall'etica moralista del tempo.
La canzone non ha nulla a che fare con l'omonima opera letteraria Libera nos a Malo di Luigi Meneghello. Infatti, al di là dell'identico titolo tratto dalla preghiera, da cui entrambi gli autori possono aver preso spunto, il cantante vuole rivalutare l'amore carnale, mentre lo scrittore racconta aneddoti a tema religioso relativi a usi e costumi del suo paese natale Malo in provincia di Vicenza, storielle che quasi mai trattano di esperienze amorose.
È invece più verosimile che Ligabue si sia ispirato agli scritti e alla vita di Pier Vittorio Tondelli, che all'epoca aveva coraggiosamente dichiarato la sua omosessualità.

## Il video musicale
Diretto da Gabriele Cazzola. Comprende l'introduzione e usa le immagini del DVD Lambrusco coltelli rose & popcorn - Ligabue dal vivo.
- Videoclip ufficiale, su YouTube. URL consultato il 10 gennaio 2015.

Originariamente disponibile solo in videocassetta sull'home video Videovissuti e videopresenti del 1993 è stato in seguito incluso nei DVD Primo tempo del 2007 e Videoclip Collection del 2012, quest'ultimo distribuito solo nelle edicole.

## Tracce
Singolo 7" promo per jukebox (WEA Italiana, PROMO 421) (senza introduzione)
1. Intro – 0:49
2. Libera nos a malo – 3:59 (Luciano Ligabue)

Durata totale: 4:48

## Formazione
- Luciano Ligabue - voce

### Clan Destino
- Gigi Cavalli Cocchi - batteria
- Max Cottafavi - chitarra elettrica
- Luciano Ghezzi - basso
- Giovanni Marani - tastiere

### Altri musicisti
- Coro Monte Cusna nell'Intro